# MAPK13
MAPK13 (англ. Mitogen-activated protein kinase 13) – білок, який кодується однойменним геном, розташованим у людей на короткому плечі 6-ї хромосоми. Довжина поліпептидного ланцюга білка становить 365 амінокислот, а молекулярна маса — 42 090.
| 10         |  | 20         |  | 30         |  | 40         |  | 50         |
| ---------- |  | ---------- |  | ---------- |  | ---------- |  | ---------- |
| MSLIRKKGFY |  | KQDVNKTAWE |  | LPKTYVSPTH |  | VGSGAYGSVC |  | SAIDKRSGEK |
| VAIKKLSRPF |  | QSEIFAKRAY |  | RELLLLKHMQ |  | HENVIGLLDV |  | FTPASSLRNF |
| YDFYLVMPFM |  | QTDLQKIMGM |  | EFSEEKIQYL |  | VYQMLKGLKY |  | IHSAGVVHRD |
| LKPGNLAVNE |  | DCELKILDFG |  | LARHADAEMT |  | GYVVTRWYRA |  | PEVILSWMHY |
| NQTVDIWSVG |  | CIMAEMLTGK |  | TLFKGKDYLD |  | QLTQILKVTG |  | VPGTEFVQKL |
| NDKAAKSYIQ |  | SLPQTPRKDF |  | TQLFPRASPQ |  | AADLLEKMLE |  | LDVDKRLTAA |
| QALTHPFFEP |  | FRDPEEETEA |  | QQPFDDSLEH |  | EKLTVDEWKQ |  | HIYKEIVNFS |
| PIARKDSRRR |  | SGMKL      |  |            |  |            |  |            |

A: Аланін

C: Цистеїн

D: Аспарагінова кислота

E: Глутамінова кислота

F: Фенілаланін

G: Гліцин

H: Гістидин

I: Ізолейцин

K: Лізин

L: Лейцин

M: Метіонін

N: Аспарагін

P: Пролін

Q: Глутамін

R: Аргінін

S: Серин

T: Треонін

V: Валін

W: Триптофан

Кодований геном білок за функціями належить до трансфераз, кіназ, серин/треонінових протеїнкіназ, фосфопротеїнів. 
Задіяний у таких біологічних процесах, як відповідь на стрес, транскрипція, регуляція транскрипції, клітинний цикл, альтернативний сплайсинг. 
Білок має сайт для зв'язування з АТФ, нуклеотидами. 